# You Love You
You Love You è il secondo album in studio della glam rock band statunitense Semi Precious Weapons, seguito di We Love You. La pubblicazione è avvenuta il 21 giugno 2010.

## Tracce
1. Semi Precious Weapons
2. Put a Diamond in it
3. Magnetic Baby
4. Statues of Ourselves
5. Sticky with Champagne
6. I Could Die
7. Leave Your Pretty to Me
8. Rock N Roll Never Looked so Beautiful
9. Look at Me